# Eduard Sacapaño
Eduard Ortalla Sacapaño (Bago, Filipinas; 14 de febrero de 1980), es un portero filipino. Generalmente ha sido el segundo arquero de la selección de Filipinas, por detrás de Neil Etheridge.

## Carrera
| Club                          | País      | Año           |
| ----------------------------- | --------- | ------------- |
| West Negros College           | Filipinas | 2000–2003     |
| Philippine Army FC            | Filipinas | 2004–2013     |
| Global Football Club (cedido) | Filipinas | 2013–presente |

## Selección nacional
Ha sido internacional con Filipinas llegando a jugar 17 partidos.